# Carhart-Senke

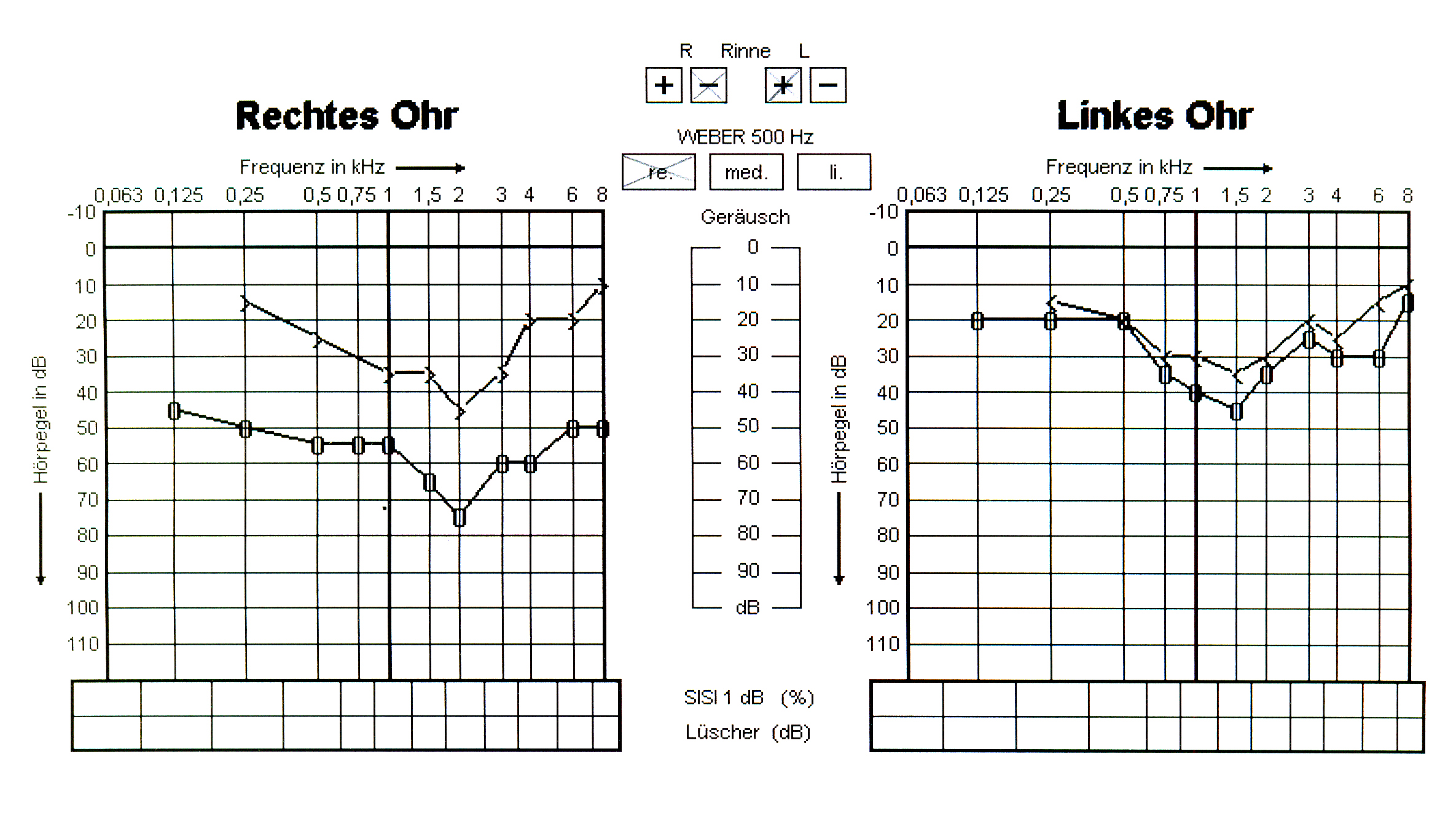

Die Carhart-Senke oder Carhart-Mulde (englisch Carhart’s notch), benannt nach dem Otologen Raymond Carhart, bezeichnet einen Abfall der Knochenleitungskurve im Tonaudiogramm bei ca. 2000 Hz. Ursache ist die Versteifung der Gehörknöchelchenkette durch Otosklerose. Die Carhart-Senke wird durch die Resonanzfrequenz des Trommelfell-/Gehörknöchelchenapparates hervorgerufen, die bei 2 kHz liegt, und bildet sich nach einer erfolgreichen Stapesplastik zurück.